# Hirrius punctatus
Hirrius punctatus är en insektsart som först beskrevs av Carl Stål 1877.  Hirrius punctatus ingår i släktet Hirrius och familjen torngräshoppor. Inga underarter finns listade i Catalogue of Life.